# میرزا ملکم‌خان
میرزا مِلْکُم‌خان (ارمنی: Հովսեփ Հակոբի Մելքումյան) (۱۸۳۳م ۱۲۱۲ ش - ۱۹۰۸م ۱۲۸۷ ش) ملقب به ناظم‌الدوله، روشنفکر، روزنامه‌نگار، دیپلمات و سیاست‌مدار دوره قاجار و بنیان‌گذار لژ فراموشخانه در ایران است. او چاره کار ایران را تغییر خط می‌دانست و با رسم‌الخط ابداعی خود چندین کتاب چاپ کرد ولی دیگران کار او را پیگیری نکردند.

## زندگی و فعالیت‌های سیاسی
ملکم خان در سال ۱۲۱۲ هجری خورشیدی در قصبه جلفا (که اکنون از محله‌های اصفهان است) در خانواده‌ای متوسط زاده شد. پدرش میرزا یعقوب سنگ‌تراش، از ارامنه جلفای اصفهان بود که اسلام آورد و در تهران مترجم سفارت روسیه بود.
ملکم خان برای تحصیل به فرانسه رفت و پس از بازگشت بارها به مأموریت‌های سیاسی به اروپا سفر کرد.
میرزا ملکم خان پیشرو اصلاحات، نوسازی و مروج ایده‌ها و نهادهای مدرن بود در میان رجال دوره استبداد بیش از هر کسی در آشناکردن مردم به دستگاه تمدن جهان و منافع قانون و مزایای حکومت ملی سعی و کوشش نمود و تأثیر افکار او در روشن‌کردن ضمیر مردم و پیدایش مشروطیت بسیار گران‌بها بود.
او اولین کسی بود که بذر قانون را در ایران کاشت چنان‌که به میرزاملکم قانونی معروف گشت.
کارنامه فعالیت‌های سیاسی وی مجموعه متضادی از ترویج افکار آزادی‌خواهانه و سوءاستفاده مالی و زدوبندهای سیاسی را شامل می‌شود. از مهم‌ترین فعالیت‌های وی می‌توان به انتشار روزنامه قانون، تأسیس اولین فراموش‌خانه در ایران و مشارکت در اجرای قرارداد رویتر با پاول یولیوس رویتر، اشاره کرد.
در طول دوران حیاتش، ناصرالدین شاه دو بار وی را به دلیل تأسیس فراموش‌خانه و دریافت رشوه مورد خشم قرار داد. در مورد نخست دستگیر و به عراق تبعید گردید ولی با پادرمیانی میرزا حسین‌خان سپهسالار مورد عفو قرار گرفت و سفیر ایران در مصر شد. پس از انتصاب میرزا حسین‌خان سپهسالار به سمت وزرات امور خارجه و سپس صدارت عظمی، ملکم‌خان نخست به عنوان مشاور وی و سپس به سمت سفیر ایران در بریتانیا منصوب شد. در دوران سفارت در بریتانیا، میزرا ملکم‌خان به دلیل دریافت چهل هزار لیره رشوه به تهران احضار شد که از آمدن امتناع کرد و این بار نیز با پادرمیانی دوستانش به مدت پنج سال دیگر سمت خود را حفظ کرد. در همین دوران وی مقدمات اعطای امتیاز رویتر را فراهم کرد و همچنین به شاه پیشنهاد داد که برای تأمین مخارج سفر سوم خود به اروپا قرارداد لاتاری را به یک شرکت بریتانیایی بدهد که به دلیل مخالفت‌هایی در داخل ایران این امتیاز داده نشد و موجب آبروریزی برای شاه شد و میرزا ملکم خان نیز برای همیشه از چشم شاه افتاد.
پس از مرگ ناصرالدین شاه و در دوران مظفرالدین شاه، میرزا ملکم خان به عنوان سفیر به رم فرستاده شد و تا پایان عمر در سال ۱۹۰۸ میلادی در این سمت باقی ماند و در همان‌جا درگذشت.

## دوران روزنامه‌نگاری
ملکم خان نخستین شماره روزنامه قانون را در اول رجب سال ۱۲۶۹ ش- ۱۸۹۰ م منتشر کرد. از این روزنامه امروز ۴۱ شماره به‌جای مانده است. ملکم خود می‌گفت که چهل پنجاه شماره منتشر کرده است. ملکم در این روزنامه به نظام حکومتی قاجار با لحنی تند انتقاداتی وارد می‌کرد. این نظام را استبدادی می‌دانست و معتقد بود باید سیستم حکومتی تغییر کند. به همین دلیل انتشار این روزنامه با محدودیت‌هایی از سوی دولت وقت مواجه بود. بیشتر خوانندگان قانون از فارغ‌التحصیلان و محصلان دارالفنون بودند.
چند شماره از قانون با همکاری کسانی در کنار ملکم نوشته شده است از جملهٔ این کسان سید جمال‌الدین اسدآبادی است. روزنامه قانون با وجود مخالفت حکومت به دست خوانندگان می‌رسید. برای برخی به صورت مستقیم و به نشانی خودشان ارسال می‌شد و برای پیروان ملکم و افراد فراموش‌خانه به صورت محرمانه فرستاده می‌شد.
انتشار قانون هشت سال طول کشید و انتشار این روزنامه نشانگر چهره روشنفکری آزادی‌خواه و هوادار حکومت قانون وی است.

## نثر فارسی
ملکم در گزینش واژگان و یکپارچگی عبارات و درستی سخن دقت بسیار می‌کرد و به این ترتیب نثرش در عین سادگی و روانی از فصاحت و بلاغت و حسن انشا بی‌بهره نبود.
در نثر ملکم و پس از او جملات بسیار کوتاه‌تر شده‌اند. فاصله میان فعل و فاعل بسیار کم شده است. از جملات متعدد وابسته و معترضه و تلمیحات به آیات و احادیث در نثر ملکم خبری نیست. سجع و صنایع صوری نیز در نثر او دیده نمی‌شود؛ و جالب‌تر از همه این که نثر ملکم یک‌نفره نیست و داستان‌گوست. او سخنش را از زبان راوی متکلم وحده بیان نمی‌کند بلکه مخاطبش را در گفتگوهایی برساخته به چالش می‌کشد. او مستقیماً به وضع نثر فارسی حمله می‌کند و حسن انشا را در «سهولت فهم مطالب» عنوان می‌کند. روشن‌ترین نقد او در فرقه کج‌بینان آمده است.
رفیقم مرا برد میان چند فرقه غریبه که همه از طایفه کج‌بینان بودند.
… جمعی معتقد بر این بودند که زبان نه برای ادای مطلب است بلکه برای ترتیب سجع و به جهت تضییع وقت اختراع شده است. در منشآت ایشان هرجا که لفظ «واصل» بود حکما کلمه «حاصل» از عقبش می‌رسید.
… «مزاج» ها همه «وهاج» بود.
… «دروغ» لامحاله بی «فروغ» نبود و «خدمت» بدون «رفعت» صورت نمی‌بست. هرکس جاهش «عالی» بود ممکن نبود جایگاهش «متعالی» نباشد. آن‌ها که «رفیع» بودند «منیع» را به دُم خود بسته از دنبال می‌کشیدند. حتی در وقت وبایی می‌نوشتند «رقیمه کریمه در احسن ازمنه واصل شد.» هیچ‌کس نمی‌پرسید که ای بی‌انصاف یاوه‌گو احسن ازمنه که وقت وبایی باشد اکرهش کی خواهد بود؟
… کتاب‌ها نوشته بودند که وقتی کسی ده دفعه می‌خواند باز مثل دفعه اول در درک معنی متحیر بود. چشم به هر ورقی که می‌افتاد یوسف در چاه زنخدان گم می‌شد و… مار بود که به رخسار معشوق چنبر می‌گشت.
… «دوشیزه کلام» چه معنی دارد؟ چرا مطلب را طوری ادا نمی‌کنید که هم شما از گفتار خود چیزی بفهمید و هم بر علم مستمع نکته‌ای بیفزاید؟ هر کودنی که در لغت اندکی تتبع داشته باشد می‌تواند کلام را چنان مغلق و مبهم بگوید که هیچ ذهنی بر تفهم آن قادر نباشد و لیکن حسن انشا در صفای تخیلات و سهولت فهم مطالب است نه در ازدیاد تعسر عبارات.

## فکر تغییر خط فارسی
ملکم‌خان کوشش‌هایی دربارهٔ تغییر خط کرد. پس از آنکه چاپ سربی از اروپا وارد استانبول ترکیه شد، ایده اصلاح الفبای عربی، در آنجا و سپس در تفلیس و بعدها در ایران پیدا شد. وی با فتحعلی آخوندزاده دوست بوده و با او مکاتبه داشت و در اینکار همفکری می‌کردند.
میرزا ملکم‌خان یک الفبای گسسته اختراع کرد که بتوان براحتی آنرا حروف‌چینی کرد و کتاب‌هایی همانند «گفتگوی شیخ و وزیر» «گلستان سعدی»، «اقوال علی»، «نمونه خطوط آدمیت» و «ضرورت امثال» و «ن م و ن ه‍.خ ط و ط آ د م ی ی ت» رسالهٔ روشنایی را چاپ کرد.
او در آخرین بحث خود دربارهٔ اصلاح امور ایران، در تاریخ ۲۸ ربیع الثانی ۱۳۲۶، یعنی حدود دوماه قبل از مرگ از بستر بیماری به وزارت خارجه نوشت: «این طرح تازه، کلید نجات ایران خواهد بود».

## اندیشه
پس از تأسیس دارالفنون ملکم به عنوان معلم حساب و هندسه در آن به تدریس پرداخت. در همین دوران وی با همراهی تعدادی از محصلین فراموش‌خانه را در جهت اهداف اصلاح‌طلبانه به شیوه اروپایی بنیان گذاشت. وی معتقد بود که راه پیشرفت ایران پذیرش نظام حکومتی غرب است.

## آثار
- کتابچه غیبی (دفتر تنظیمات)
- پولیطیک ایران
- رفیق و وزیر
- دستگاه دیوان
- اصول ترقی
- انتظام لشکر و مجلس تنظیمات
- دفتر قانون
- نوم و یقظه
- منافع آزادی
- کلمات متخیله
- حریت
- اشتهارنامه اولیای آدمیت
- راجع به استقراض خارجی
- ندای عدالت
- دوره روزنامه قانون
- نامه‌ها

آثار به اشتباه نسبت‌داده به ملکم:
- رساله غیبیه (هاشم ربیع‌زاده در اوایل مشروطه به اشتباه این اثر را به نام ملکم چاپ کرد[۲۶])